# Leptostylis filipes
Leptostylis filipes là một loài thực vật có hoa trong họ Hồng xiêm. Loài này được Benth. mô tả khoa học đầu tiên năm 1876.